# Solidarnosc (film)
Pour plus de détails, voir Fiche technique et Distribution.
Solidarnosc est un film documentaire français réalisé par Serge Poljinsky et sorti en 1981.

## Synopsis
Avril 1981 en Pologne. Témoignages recueillis parmi la population et les militants qui illustrent la nature originale du mouvement social et politique qui se développe dans le pays sous l'impulsion de Solidarność.

## Fiche technique
- Titre : Solidarnosc
- Réalisation : Serge Poljinsky
- Photographie : Serge Poljinsky
- Son : Bernard Couzinet
- Montage : Serge Poljinsky
- Musique : Georges Bœuf
- Production : Centre méditerranéen de création cinématographique
- Distribution : Centre méditerranéen de création cinématographique
- Pays d'origine :  France
- Genre : Documentaire
- Durée : 86 minutes
- Date de sortie : France - 23 décembre 1981